# Chalcomela splendens
Chalcomela splendens là một loài bọ cánh cứng thuộc họ Ánh kim, được ghi nhận ở Nam Úc.
Loài này được William Sharp MacLeay mô tả năm 1827 với danh pháp Notoclea splendens, nhưng đã được Chris Reid chuyển sang chi Chalcomela vào năm 2006, và đặt danh pháp mới là Chalcomela splendens.